# Софийска народоосвободителна дивизия
Софийската народоосвободителна дивизия е най-голямото партизанско формирование по време на комунистическото партизанско движение в България през 1941 – 1944 година.
Създадена на 6 септември 1944 г. на югославска територия, в района на Добро поле и Кална при обединението на Трънския, Радомирския и Брезнишкия партизански отряд, Интернационалния войнишки батальон и войсковото подразделение на поручик Гено Йовев. При създаването си наброява около 2000 души. Командир е Славчо Трънски, политкомисар Здравко Георгиев, заместник-командир Денчо Знеполски, заместник-политкомисар Борис Ташев. Подразделя се на три бригади: I- а, командир Денчо Знеполски, политкомисар Димитър Гилин; II- а, командир Боян Михнев, политкомисар Илия Денев; III- а, командир Евтим Рангелов, политкомисар Петко Кацаров. Въоръжена е с оръжие на Червената армия спуснато с парашути.
На 8 септември към дивизията се присъединява разбунтувалата се войскова дружина на връх Тумба в планината Черна гора. С напредването към Трън, численият състав на дивизията се увеличава.
След 9 септември 1944 г. е снабдена с тежко въоръжение и е преименувана в Първа гвардейска пехотна дивизия в състав три пехотни и един артилерийски полк. Към края на септември наброява около 7000 души. Взема участие в първата фаза в участието на България във войната срещу Третия Райх. Води боеве с германски части при Власотинци, Сурдулица, Буяновац и Куманово.